# Ton van Genabeek
Antonius Adrianus Josephus Maria (Ton) van Genabeek ('s-Hertogenbosch, 2 augustus 1929) is een voormalig Nederlands burgemeester van de KVP en later het CDA.
Van Genabeek was wethouder in Melick en Herkenbosch voor hij in juli 1968 burgemeester werd van de gemeente Dussen. In 1978 maakte hij de overstap naar de gemeente Deurne, waar hij de overleden burgemeester Frans Hoebens opvolgde. 
Tijdens zijn twee ambtsperioden in Deurne maakte hij onder meer de grote demonstraties tegen de sluiting van het St. Willibrordusziekenhuis mee, werd in het centrum grootschalige nieuwbouw gepleegd van onder meer gemeentehuis, politiebureau en brandweerkazerne, en ontving hij Koningin Beatrix tijdens Koninginnedag in 1986.
In 1990 nam hij afscheid en werd hij opgevolgd door Jan Smeets. Hij is de vroegst ambterende nog levende burgemeester van Deurne, waarvan alle burgemeesters sinds 1978 nog in leven zijn.